# Hérnicos

Localização dos antigos povos do Lácio

Os hérnicos ou ernicii eram um antigo povo do sudeste do Lácio, entre o lago Fucino e o rio Sacco (Trerus). Tinham uma estreita relação com os Latinos. Eram vizinhos dos volscos, a sul, e dos équos e marsos, a norte. Tal como muitos dos povos itálicos, não tinham um desenvolvimento urbano importante e unia-os um centro religioso, Anâgnia. Organizavam-se como uma confederação de tribos: Alétrio, Píglio, Verulas, e Ferentino.
Conservaram durante longo tempo a sua independência e em 486 a.C., eram poderosos como para concluir um tratado com os latinos.  Para proteger-se dos volscos e dos équos integraram a Liga Latina. No entanto, em 362 a.C. perderam grande parte dos seus territórios às mãos de Roma.
Em 306 a.C., a Segunda Guerra Samnita chegou ao seu fim e o senado romano decidiu a sorte dos prisioneiros hérnicos, que combateram junto aos samnitas. A maioria das cidades hérnicas declararam a guerra a Roma, com a exceção de Ferentino, Alétrio e Verulas. Foram facilmente submetidos pelo cônsul romano Quinto Márcio Trémulo, e a sua principal cidade, Anâgnia foi conquistada e reduzida ao estatuto de prefeitura; enquanto Ferentino, Alétrio e Verulas foram recompensadas pela sua fidelidade com a concessão do estatuto de municípios livres, e com o direito de matrimônio com os romanos, um privilégio naquela época.
O nome dos Hérnicos, como o dos Volscos, é ausente na lista de povos itálicos no fornecimento de tropas em 225 a.C.; do qual se deduz que o seu território não se diferenciava já do Lácio e teriam recebido provavelmente a cidadania romana sem direito de sufrágio. Os seus magistrados foram privados da jurisdição civil e degradados à condição de prefeitos. As inscrições latinas mais antigas do distrito datam da Guerra Social.
Nada prova que os hérnicos falassem nunca um dialeto realmente diferente do latim, mas uma ou duas glosas indicam que o seu vocabulário teve traços característicos: assim o seu nome com a terminação em -cus . Pelos outros tipos de tribos, cujo nome finaliza em -cus, —como o dos Volscos— parece que foram os primeiros habitantes da costa ocidental da Itália, tendo sido estabelecido antes de as tribos cujo nome tem o sufixo em -nus.